# Consistórios de Pio IV
O Papa Pio IV (1559-1565) criou 46 cardeais em quatro consistórios

## 31 de janeiro de 1560
1. Giovanni Antonio Serbelloni † 18 de março de 1591
2. Carlos Borromeu  † 3 de novembro de 1584
3. Giovanni de 'Medici † 20 de novembro de 1562

## 26 de fevereiro de 1561
1. Girolamo Seripando, OSA, † 16 de abril de 1563
2. Philibert Babou de la Bourdaisière † 25 de janeiro de 1570
3. Ludovico Simonetta † 30 de abril de 1568
4. Mark Sittich von Hohenems  † 15 de fevereiro de 1595
5. Francesco Gonzaga  † 6 de janeiro de 1566
6. Alfonso Gesualdo † 14 de fevereiro de 1603
7. Gianfrancesco Gambara † 5 de maio 1587
8. Marco Antonio Amulio † 17 de março de 1572
9. Bernardo Salviati, OSIo.Hieros. † 6 de maio de 1568
10. Stanisław Hozjusz † 5 de agosto de 1579
11. Pietro Francesco Ferrero † 14 de novembro de 1566
12. Antoine Perrenot de Granvelle
13. Luigi d'Este † 30 de dezembro de 1586
14. Ludovico Madruzzo  † 20 de abril 1600
15. Innico d'Avalos d'Aragona  † 20 de fevereiro de 1600
16. Francisco Pacheco de Toledo † 23 de agosto de 1579
17. Bernardo Navagero † 13 de abril de 1565
18. Girolamo di Corregio  † 9 de outubro de 1572

Outro cardeal foi nomeado em pectore . Possíveis candidatos incluem Daniele Barbaro e Giovanni Grimani . O último, segundo alguns historiadores da arte, até teve seu retrato pintado por Tintoretto no traje de um cardeal, como parte de uma campanha para se apresentar como nomeação de informante .

## 6 de janeiro de 1563
1. Federico Gonzaga † 21 de fevereiro de 1565
2. Ferdinando de 'Medici † 22 de fevereiro de 1609

## 12 de março de 1565
1. Annibale Bozzuti † 6 de outubro de 1565
2. Marco Antonio Colonna  † 14 de março de 1597
3. Tolomeo Gallio † 3 de fevereiro de 1607
4. Angelo Nicolini † 15 de agosto de 1567
5. Luigi Pisani † 3 de junho de 1570
6. Prospero Pubblicola Santacroce † 2 de outubro de 1589
7. Zaccaria Delfino † 19 de dezembro de 1583
8. Marco Antonio Bobba  † 18 de março de 1575
9. Ugo Boncompagni (Futuro Papa Gregório XIII) † 10 de abril de 1585
10. Alessandro Sforza di Santa Fiora † 16 de maio de 1581
11. Simone Pasqua † 4 de setembro de 1565
12. Flavio Fulvio Orsini † 16 de maio de 1581
13. Carlo Visconti † 12 de novembro de 1565
14. Francesco Alciati † 20 de abril de 1580
15. Francesco Abundio Castiglioni † 14 de novembro de 1568
16. Guido Luca Ferraro † 16 de maio de 1585
17. Alessandro Crivelli † 22 de dezembro de 1574
18. Antoine de Créquy Canaples † 20 de junho de 1574
19. Giovanni Francesco Commendone † 26 de dezembro de 1584
20. Benedetto Lomellini † 24 de julho de 1579
21. Guglielmo Sirleto † 6 de outubro de 1585
22. Gabriele Paleotti † 23 de julho de 1597
23. Francesco Crasso † 29 de agosto de 1566